# Григориадис, Неокосмос
Нео́космос Григориа́дис (греч. Νεόκοσμος Γρηγοριάδης; 1879, Константинополь, Османская империя — 1967, Афины Греческое королевство) — греческий офицер, политик, писатель и историк XX века.

## Биография
Неокосмос Григориадис родился в Константинополе в 1879 году, но его понтийский род происходил из древнего Амисоса.
С началом греко-турецкой войны 1897 года и в возрасте 18 лет, Григориадис выбрался в Греческое королевство и вступил добровольцем в греческую армию.
В 1907 году окончил военное училище унтер-офицеров, в звании младшего лейтенанта пехоты.

## Македония
В начале 20-го века на территории Османской Македонии развернулась, так называемая, Борьба за Македонию, которая имела не только и не столько антиосманский характер, но носила характер антагонизма между различными национальными группами христианского населения Македонии, в основном между греческим и верным Константинопольскому патриарху славяноязычным населением и болгарским населением и последователями болгарской экзархии. Правительство Греческого королевства, находясь под международным финансовым контролем, опасалось дипломатических осложнений и не проявляло инициатив в македонском вопросе. Инициативу взяли в свои руки молодые офицеры, такие как Павлос Мелас, Константинос Мазаракис, Георгиос Катехакис и другие:58.
Григориадис также отправился в Македонию, для участия в «Борьбе». Поскольку Греческое королевство не находилось в состоянии войны с Османской империей, греческие офицеры, принимавшие участие в Борьбе за Македонию, официально выходили из состава армии и действовали под псевдонимами. Григориадис действовал под поддельным именем Космас Андронику. Он не принимал непосредственного участия в боевых операциях и был задействован в организационной структуре.
Константинос Мазаракис, в своих мемуарах, именует Григориадиса агентом 1-го ранга:108.
К. Андронику (Григориадис) был назначен директором школы в городе Эдесса, будучи секретным посланником греческого государства и руководил греческой пропагандой в городе.
В период с начала июня 1908 года до конца июля 1909 года действовал также как организатор партизанских отрядов македонян в регионе.
Под той же фамилией, Андронику, в июне 1910 года был назначен директором детского пансионата в городе Кастория, где одновременно был учителем и секретарём митрополии, а его жена Матильда учительницей музыки в местной гимназии.

## Балканские войны и Первая мировая война
В 1909 году Григориадис вступил в антимонархический офицерский «Военный союз».
Впоследствии принял участие в Балканских войнах и в освобождении в 1912 году Эдессы, после чего стал комендантом региона.
Первая мировая война вызвала в Греции Национальный раскол, связанный с разногласиями между королём Константином I и премьер-министром Элефтериосом Венизелосом по поводу принятия или нет участия в войне. Сторонники Венизелоса организовали движение «Национальная Оборона», в котором Григориадису принадлежит заметная роль.
«Национальная Оборона» начала свои действия 16 августа 1916 года, одновременно в македонской столице, городе Фессалоники, и городе Эдесса. Первый батальон «Обороны» был сформирован в начале сентября, под командованием капитана Н.Григориадиса. 9 сентября, по приказу комитета Национальной обороны, батальон отправился на фронт, где в период 15 сентября — 24 ноября принял участие в боях против болгарской армии, сначала в составе французской бригады на реке Стримонас, которая в свою очередь находилась в подчинении британского ΧVΙ корпуса армии, а затем в составе 82-й греческой бригады. Командуя батальоном и уже в звании майора:488, Григориадис принял участие в непрерывных атаках союзников на правом берегу реки Стримонас (28 октября — 14 ноября 1916) и кровавом бою при Тумбица-Врехандли (22-24 ноября 1916).
С 2-м Серрским полком (в который был включён Первый батальон) он принял участие в операциях союзников западнее реки Аксиос (16 декабря 1916 — 30 июня 1917 года) и кровавой атаке против болгарской оборонительной позиции Скра-ди-Леген (17 мая 1918 года).

## Украинский поход
В 1919 году французский премьер-министр Жорж Клемансо обратился к премьер-министру союзной Греции, оказать поддержку в интервенции на юг Советской России.
Греческий премьер Элефтериос Венизелос ответил положительно, предложив целый корпус немногочисленной греческой армии, в составе 3-х дивизий, то есть силы превышающие французские. Предложение Венизелоса было сделано в обмен на поддержку греческих территориальных претензий в Восточной Фракии и Малой Азии, территорий сохранявших своё коренное греческое население:266.
В греческой историографии участие греческой армии в этой интервенции получило имя Украинский поход:Α-168. Подполковник Григориадис, во главе 2-го -полка ΧΙΙΙ греческой дивизии, высадился 24 марта в Севастополе.
Григориадис был командиром греческих сил не только в Севастополе, но и в Крыму в целом. Согласно его свидетельствам, пропаганда большевиков среди греческих солдат была весьма успешной, в результате чего было отмечено несколько случаев дезертирств. Поскольку явление «было заразным» и стало вызывать беспокойство у командования, по свидетельству Григориадиса, он сам стал распространять слухи, что большевики убивали дезертиров и перебежчиков. Через 20 лет в годы Второй мировой войны Григориадис будет сотрудничать с греческими коммунистами.

## Малоазийский поход и межвоенные годы
В 1919 году, по мандату Антанты, греческая армия заняла западное побережье Малой Азии. Севрский мирный договор 1920 года закрепил временный контроль региона за Грецией, с перспективой решения его судьбы через 5 лет на референдуме населения.
Завязавшиеся здесь бои с кемалистами стали приобретать характер войны, которую греческая армия была вынуждена вести уже в одиночку. Из союзников, Италия с самого начала поддержала кемалистов, Франция, решая свои задачи, стала также оказывать им поддержку. Однако греческая армия прочно удерживала свои позиции.
Григориадис принял участие в малоазийском походе и был в повышен в звание полковника в 1920 году, за проявленное мужество на поле боя.
Однако в том же году, геополитическая ситуация изменилась коренным образом и стала роковой для греческого населения Малой Азии после парламентских выборов в Греции, в ноябре 1920 года. Под лозунгом «мы вернём наших парней домой» и получив поддержку, значительного в тот период, мусульманского населения, на выборах победили монархисты. Григориадис был среди офицеров, сторонников Венизелоса, вынужденных оставить армию.
Возвращение в страну германофила короля Константина освободило союзников от обязательств по отношению к Греции. Уже в иной геополитической обстановке и не решив вопрос с греческим населением Ионии, монархисты продолжили войну. Правление монархистов завершилось поражением армии и резнёй и изгнанием коренного населения Ионии.
Григориадис принял участие в последовавшем антимонархистском восстании греческой армии 11 сентября 1922 года и был отозван в армию.
Он был назначен одним из трёх революционных комиссаров:394 на Процессе шести бывших членов монархистского правительства. В октябре 1922 года чрезвычайный военный трибунал приговорил к смерти Димитриоса Гунариса, П. Протопападакиса, Николаоса Стратоса, Георгиоса Балтадзиса, Николаоса Теотокиса и Георгиоса Хадзианестиса:394.
В 1923 году Григориадис был вновь демобилизован, но двумя годами позже был вновь призван в армию.
В феврале 1926 года он был повышен в звание генерал-майора и с этим званием через несколько месяцев был демобилизован.
Григориадис был вовлечён в политику и избран депутатом от Эдессы на 4-е Конституционное собрание (1924), а затем был избран сенатором от Пеллы.
Вступил в Партию либералов, но был исключён из партии в 1930 году, поскольку будучи сенатором проголосовал против подписания греко-турецких соглашений.
В 1933 году стал председателем подпольной организации офицеров республиканцев «Демократическая оборона». В 1934 году на этом посту его сменил, также отставной генерал, Анастасиос Папулас:429.
В 1935 году с некоторыми другими республиканскими офицерами был заключён в тюрьму в ожидании суда:448.

## Сопротивление
В силу возраста и болезней, Григориадис не принял участие в греко-итальянской войне 1940—1941 годов.
С началом тройной, германо-итало-болгарской, оккупации Греции, 24 мая 1941 года, в доме Григориадиса состоялась сходка офицеров, создавших подпольную организацию «3 А». Руководителем организации был избран генерал Манетас. Вскоре Манетас был арестован итальянцами и организацию возглавил Григориадис:578.
Григориадис был в числе членов организации, считавших что не следует соглашаться на финансирование организации англичанами, чтобы не потерять независимость в принятии решений:601. С его согласия, член организации, полковник Сарафис, в апреле 1943 года вступил в Народно-освободительную армию (ЭЛАС) и принял командование партизанской армией:602.
Вступление Сарафиса повлекло за собой реорганизацию командования ЭЛАС и генерал Григориадис стал Председателем Центрального комитета ЭЛАС, по выражению историка Т. Герозисиса, «что то вроде военного министра» Национально-освободительного фронта (ЭАМ). Одновременно Григориадис был назначен командиром 1-го корпуса ЭЛАС. Это была попытка воссоздать довоенный 1-й корпус регулярной армии, хотя он состоял только из плохо вооружённых городских отрядов Афин и Пирея, придерживавшихся тактики партизанской борьбы в оккупированном городе:602.
В 1944 году Григориадис был избран председателем Национального собрания в горах, а его заместителем стал митрополит Иоаким (Апостолидис):692.

## Послевоенные годы
Григориадис не принимал участия в декабрьских боях 1944 года против англичан.
Однако с началом гражданской войны в Греции, вместе с Сарафисом, генералом Мандакасом и другими офицерами, сотрудничавшими с коммунистами в годы оккупации, был сослан в концлагерь на острове Макронисос:847.
После окончания гражданской войны, сформировал свою партию, которая на выборах марта 1950 года получила 9,7 % голосов и 18 мест в парламенте:915.
Григориадис написал ряд книг политического, литературного (проза, поэзия, театральные тексты) и исторического содержания.
Генерал-майор Григориадис умер в Афинах в 1967 году. Пришедшая в том же году к власти военная хунта запретила официальную церемонию. Генерал был похоронен без отдачи чести, как принято при похоронах офицеров его ранга:915.
Сын генерала Григориадиса, морской офицер Солон Григориадис (1912—1994), стал известным журналистом и историком.

## Некоторые из работ Григориадиса[15]
- О военном искусстве древних греков (Περί της πολεμικής τέχνης των αρχαίων Ελλήνων)
- Почему мы проиграли в 1897 году (Διατί ενικήθημεν το 1897)
- Вклад Греции в Первую мировую войну (Συμβολή της Ελλάδος εις τον Α’ Παγκόσμιον πόλεμον).
- Граждане Эдессы (Οι Εδεσσαίοι, 1909)
- Македоняне (Μακεδόνες, 1936)
- И наступил свет (Και εγένετο φώς, 1939)